# Exodus (film, 2023)
Exodus är en svensk dramafilm från 2023. Filmen är regisserad av Abbe Hassan som också skrivit manus tillsammans med Kristoffer Cras. Den är producerad av Mattias Nohrborg, Anna-Klara Carlsten och Olle Wirenhed för B-Reel Films.
Filmen hade biopremiär i Sverige den 10 mars 2023, utgiven av TriArt Film. Filmen premiärvisades den 27 januari 2023 på Göteborg Film Festival.

## Handling
Filmen kretsar kring den tolvåriga flickan Amal som flyr krigets Syrien. Under flykten har familjen kommit ifrån varandra och hon är helt ensam. Hon träffar människosmugglaren Sam som bestämmer sig för att rädda henne och återföra henne till familjen.

## Rollista (i urval)
- Jwan Alqatami – Amal
- Ashraf Barhom – Sam
- Isa Aouifia – Karim
- Pavlina Sarli – Servitris